# Nati l'8 maggio
| Questa pagina contiene informazioni ricavate automaticamente dalle voci biografiche con l'ausilio del template Bio e di un bot. L'aggiornamento è periodico e automatico e ricostruisce completamente la pagina. Se manca una persona in questa lista, sei pregato di non aggiungerla, ma accertati piuttosto che la sua voce biografica contenga il template Bio e che i dati anagrafici siano correttamente compilati. Se il template Bio manca, inseriscilo tu stesso o, in alternativa, metti l'avviso {{tmp\|Bio}} che ne segnala la mancanza. Se i dati riportati sono sbagliati, correggi direttamente la voce biografica; le modifiche saranno visibili in questa lista entro pochi giorni. Per chiarimenti vedi il progetto biografie. La lista contiene solo le 1.182 persone che sono citate nell'enciclopedia e per le quali è stato implementato correttamente il template Bio. Pagina aggiornata al 17 ago 2025. |

## IX secolo(1)
- 849 - Isma'il I, emiro persiano († 907)

## XIII secolo(1)
- 1293 - Filippo VI di Francia, re († 1350)

## XIV secolo(1)
- 1326 - Giovanna I d'Alvernia, contessa francese († 1360)

## XV secolo(3)
- 1427 - John Tiptoft, I conte di Worcester, politico inglese († 1470)
- 1460 - Federico I di Brandeburgo-Ansbach, nobile († 1536)
- 1492 - Andrea Alciato, giurista italiano († 1550)

## XVI secolo(5)
- 1521 - Pietro Canisio, gesuita, teologo e santo olandese († 1597)
- 1548 - Giacomo Boncompagni, duca italiano († 1612)
- 1550 - Giovanni I del Palatinato-Zweibrücken, nobile († 1604)
- 1587 - Vittorio Amedeo I di Savoia, nobile italiano († 1637)
- 1590 - Gregorio Boncompagni, II duca di Sora, nobile italiano († 1628)

## XVII secolo(23)
- 1602 - Jérôme Duquesnoy il Giovane, scultore e architetto fiammingo († 1654)
- 1604 - Andrea Vaccaro, pittore italiano († 1670)
- 1622 - Claes Rålamb, politico svedese († 1698)
- 1625 - Gaspare Carpegna, cardinale italiano († 1714)
- 1628 - Angelo Italia, gesuita, urbanista e architetto italiano († 1700)
- 1628 - Michelangelo Mattei, patriarca cattolico e nobile italiano († 1699)
- 1629 - Niels Juel, ammiraglio danese († 1697)
- 1633 - Carlo Eugenio d'Arenberg, nobile belga († 1681)
- 1639 - Giovan Battista Gaulli, pittore italiano († 1709)
- 1641 - Nicolaes Witsen, diplomatico, cartografo e scrittore olandese († 1717)
- 1642 - Antonio Latini, cuoco italiano († 1696)
- 1644 - Ippolita Maria di Monaco, religiosa monegasca († 1722)
- 1653 - Claude Louis Hector de Villars, generale francese († 1734)
- 1656 - Giovan Battista Trionfetti, naturalista italiano († 1708)
- 1663 - John Lyon, IV conte di Strathmore e Kinghorne, nobile scozzese († 1712)
- 1663 - Maria Withoos, pittrice olandese
- 1669 - Hercule Mériadec de Rohan-Soubise, nobile francese († 1749)
- 1670 - Charles Beauclerk, I duca di St. Albans, nobile inglese († 1726)
- 1671 - Giovan Battista Caniana, architetto e scultore italiano († 1754)
- 1685 - Michelangelo Caetani, X duca di Sermoneta, nobile italiano († 1759)
- 1688 - François Robichon de La Guérinière, cavaliere francese († 1751)
- 1694 - Étienne Lauréault de Foncemagne, scrittore e religioso francese († 1779)
- 1698 - Henry Baker, naturalista e scrittore britannico († 1774)

## XVIII secolo(38)
- 1703 - Johann Gottlob Harrer, compositore tedesco († 1755)
- 1708 - Girolamo Colonna, cardinale italiano († 1763)
- 1710 - Peter Anton von Verschaffelt, scultore fiammingo († 1793)
- 1716 - James Wright, politico britannico († 1785)
- 1720 - William Cavendish, IV duca di Devonshire, nobile e politico britannico († 1764)
- 1721 - Giacomo Gradenigo, politico e militare italiano († 1796)
- 1731 - Beilby Porteus, vescovo anglicano inglese († 1809)
- 1735 - Nathaniel Dance-Holland, pittore inglese († 1811)
- 1736 - Caterina Dolfin, poetessa italiana († 1793)
- 1737 - Edward Gibbon, storico, scrittore e politico inglese († 1794)
- 1737 - Margaret Poyntz, filantropa inglese († 1814)
- 1738 - Michail Fedotovič Kamenskij, generale russo († 1809)
- 1739 - Jean-Michel Venture de Paradis, orientalista francese († 1799)
- 1741 - Bernardino Nocchi, pittore italiano († 1812)
- 1743 - Gaspare Luigi Cassola, gesuita, filosofo e traduttore italiano († 1809)
- 1744 - Nikolaj Ivanovič Novikov, giornalista, letterato e esoterista russo († 1818)
- 1745 - Cristoforo Babbi, violinista e compositore italiano († 1814)
- 1747 - Suzanne Labrousse, francese († 1821)
- 1747 - Robert Spencer, nobile e politico inglese († 1831)
- 1753 - Miguel Hidalgo y Costilla, rivoluzionario e religioso messicano († 1811)
- 1753 - Phillis Wheatley, poetessa statunitense († 1784)
- 1771 - José Miguel de Carvajal-Vargas, ufficiale spagnolo († 1828)
- 1771 - Mateli Magdalena Kuivalatar, cantante finlandese († 1846)
- 1774 - Angelo Crotti di Costigliole, generale italiano († 1861)
- 1781 - Pedro de Sousa Holstein, politico e militare portoghese († 1850)
- 1782 - Michele Medici, anatomista e fisiologo italiano († 1859)
- 1783 - Thomas Bibb, politico statunitense († 1839)
- 1784 - Vincenzo Lanza, medico e politico italiano († 1860)
- 1785 - Georg Ludwig Walch, filologo classico tedesco († 1838)
- 1786 - Thomas Hancock, inventore britannico († 1865)
- 1786 - Giovanni Maria Vianney, presbitero francese († 1859)
- 1787 - Christian Matthias Adler, pittore tedesco († 1850)
- 1790 - Anton Sminck van Pitloo, pittore olandese († 1837)
- 1790 - George Russell, politico e militare inglese († 1846)
- 1796 - François-Auguste Mignet, scrittore, storico e giornalista francese († 1884)
- 1797 - Giacomo Luigi Brignole, cardinale italiano († 1853)
- 1800 - Armand Carrel, scrittore e giornalista francese († 1836)
- 1800 - William Lovett, politico britannico († 1877)

## XIX secolo(156)
- 1801 - Vincenzo Ciccolo Rinaldi, vescovo cattolico italiano († 1874)
- 1802 - Angelo Bongiovanni di Castelborgo, generale italiano († 1862)
- 1802 - Jakob Josef Jauch, presbitero, poeta e compositore svizzero († 1859)
- 1803 - Napoléon Joseph Ney, politico francese († 1857)
- 1807 - Paolo Sacchi, militare italiano († 1884)
- 1808 - Edward Backhouse, filantropo e scrittore inglese († 1879)
- 1808 - Vincenzo Pignatelli, VIII principe di Strongoli, imprenditore, nobile e politico italiano († 1881)
- 1810 - Friedrich Franz von Thun e Hohenstein, diplomatico e nobile austriaco († 1881)
- 1812 - Geremia Barsottini, religioso, poeta e critico letterario italiano († 1884)
- 1813 - Raffaello Raffaelli, storico italiano († 1883)
- 1813 - Luigi Ranco, politico italiano († 1887)
- 1815 - Caroline von Holnstein, nobildonna tedesca († 1859)
- 1817 - Giovanni Minghelli Vaini, politico e prefetto italiano († 1891)
- 1819 - Charles Mansfield, chimico britannico († 1855)
- 1821 - William Henry Vanderbilt, imprenditore statunitense († 1885)
- 1823 - Francisco Laso, pittore e politico peruviano († 1869)
- 1824 - William Walker, medico, avvocato e giornalista statunitense († 1860)
- 1826 - Henry Littlejohn, medico scozzese († 1914)
- 1827 - Karl von Hecker, ginecologo tedesco († 1882)
- 1827 - Francesco Rossi, egittologo italiano († 1912)
- 1828 - Henry Dunant, filantropo e imprenditore svizzero († 1910)
- 1828 - Charbel Makhluf, monaco cristiano e presbitero libanese († 1898)
- 1829 - Louis Moreau Gottschalk, compositore e pianista statunitense († 1869)
- 1829 - Gioacchino Rasponi, politico e patriota italiano († 1877)
- 1830 - Charles Bingham, IV conte di Lucan, nobile e ufficiale irlandese († 1914)
- 1830 - Heinrich von Ranke, fisiologo e pediatra tedesco († 1909)
- 1834 - Antonio Ermolao Paoletti, pittore italiano († 1912)
- 1835 - Augusta Evans Wilson, scrittrice statunitense († 1909)
- 1836 - Sophus Schandorph, scrittore danese († 1901)
- 1837 - Alberto di Prussia, generale tedesco († 1906)
- 1837 - Alphonse Legros, pittore, incisore e scultore francese († 1911)
- 1838 - Stanisław Tarnowski, pittore polacco († 1909)
- 1839 - Angelo Michele Iannacchino, vescovo cattolico italiano († 1920)
- 1840 - Karl Schönborn, chirurgo tedesco († 1906)
- 1842 - Emil Christian Hansen, micologo danese († 1909)
- 1843 - Rudolf Mosse, editore e filantropo tedesco († 1920)
- 1843 - Diogo de Vasconcelos, storico e politico brasiliano († 1927)
- 1844 - Hermann Graedener, compositore, direttore d'orchestra e docente austriaco († 1929)
- 1850 - José Ferraz de Almeida Júnior, pittore brasiliano († 1899)
- 1851 - Elia Demirgibashian, scrittore, poeta e giornalista armeno († 1908)
- 1851 - Stanisław Witkiewicz, pittore, architetto e scrittore polacco († 1915)
- 1852 - Filippo Giustini, cardinale italiano († 1920)
- 1854 - Augusto Piccini, chimico italiano († 1905)
- 1855 - Bohuslav Brauner, chimico ceco († 1935)
- 1855 - Giuseppe Navone, scultore italiano († 1917)
- 1855 - Edward William Nelson, ornitologo statunitense († 1934)
- 1856 - Simon Pietro Grassi, vescovo cattolico italiano († 1934)
- 1856 - Pedro Lascuráin, politico, avvocato e diplomatico messicano († 1952)
- 1856 - Athanasios Papadopoulos-Kerameus, bizantinista e filologo greco († 1912)
- 1858 - Alfred Emmott, I barone Emmott, economista e politico inglese († 1926)
- 1858 - Dan Brouthers, giocatore di baseball statunitense († 1932)
- 1858 - Antonio Vallone, politico italiano († 1925)
- 1859 - Carlo Curti, mandolinista e compositore italiano († 1922)
- 1859 - Johan Jensen, matematico e ingegnere danese († 1925)
- 1861 - Tarsila Cordoba Belda, religiosa spagnola († 1936)
- 1861 - John Sullivan, presbitero irlandese († 1933)
- 1862 - Amando Bahlmann, vescovo cattolico tedesco († 1939)
- 1863 - Cesira Ferrani, soprano italiana († 1943)
- 1863 - Georg Joachimsthal, medico e chirurgo tedesco († 1914)
- 1863 - Nikolaj Vasil'evič Orlov, pittore russo († 1924)
- 1865 - Franz von Holub, ammiraglio austriaco († 1924)
- 1866 - Mineo Chini, matematico italiano († 1933)
- 1867 - Camillo Valle, imprenditore e politico italiano († 1931)
- 1867 - Alberto I di Thurn und Taxis, principe tedesco († 1952)
- 1868 - Luciano Conti, ingegnere italiano († 1940)
- 1868 - Erich Hoffmann, dermatologo tedesco († 1959)
- 1869 - James Rowland Angell, psicologo statunitense († 1949)
- 1869 - Flora Murray, medico scozzese († 1923)
- 1871 - Louis Madelin, politico e storico francese († 1956)
- 1872 - Friedrich Ludwig, musicologo tedesco († 1930)
- 1872 - Giovanni Sanvitale, ingegnere e fotografo italiano († 1951)
- 1873 - José María Salaverría, giornalista e scrittore spagnolo († 1940)
- 1873 - Sazkar Hanım, ottomana († 1945)
- 1873 - Nevil Sidgwick, chimico inglese († 1952)
- 1874 - Inessa Armand, rivoluzionaria russa († 1920)
- 1874 - Rudolf Stolz, pittore italiano († 1960)
- 1875 - Alexandre Eugène Dufour, fisico francese († 1942)
- 1875 - Francesco Ribezzo, glottologo e archeologo italiano († 1952)
- 1876 - Ludwig Karsten, pittore norvegese († 1926)
- 1876 - Yves Mirande, commediografo, sceneggiatore e regista francese († 1957)
- 1876 - Monroe Salisbury, attore statunitense († 1935)
- 1876 - Gualtiero Tumiati, attore e regista teatrale italiano († 1971)
- 1878 - Robert Ingersoll Aitken, scultore statunitense († 1949)
- 1878 - Piero Lucano, pittore, architetto e scrittore italiano († 1972)
- 1878 - Maria di Meclemburgo-Strelitz, nobile tedesca († 1948)
- 1878 - Gregorio Sebastio, medico e naturalista italiano († 1921)
- 1879 - Wesley Coe, pesista e tiratore di fune statunitense († 1926)
- 1880 - Michel d'Herbigny, vescovo cattolico e gesuita francese († 1957)
- 1880 - Albert Champoudry, mezzofondista francese († 1933)
- 1880 - Luigi Ratini, pittore e illustratore italiano († 1934)
- 1883 - Giuseppe Grassi, politico, avvocato e saggista italiano († 1950)
- 1883 - Alberto Monroy, generale e politico italiano († 1959)
- 1883 - Leone Tondelli, presbitero e biblista italiano († 1953)
- 1883 - Vittorio Vernè, generale italiano († 1937)
- 1884 - Santiago Casares Quiroga, politico spagnolo († 1950)
- 1884 - Carlo Ostrogovich, pittore italiano († 1962)
- 1884 - Harry S. Truman, politico e militare statunitense († 1972)
- 1885 - Charles Dullin, attore e regista teatrale francese († 1949)
- 1885 - Pietro Zanfrognini, poeta, filosofo e pittore italiano († 1942)
- 1886 - Albert Arthur Allen, fotografo statunitense († 1962)
- 1886 - Gertrude Hoffmann, ballerina e coreografa statunitense († 1966)
- 1886 - Bice Waleran, attrice italiana († 1969)
- 1888 - Karl Beck, calciatore e allenatore di calcio austriaco († 1972)
- 1888 - János Földessy, allenatore di calcio ungherese († 1965)
- 1888 - Lauri Malmberg, generale finlandese († 1948)
- 1888 - Phil Rosen, regista e direttore della fotografia statunitense († 1951)
- 1889 - Arthur Cumming, pattinatore artistico su ghiaccio britannico († 1914)
- 1889 - James Tinling, regista statunitense († 1967)
- 1889 - Louis Van Hege, calciatore belga († 1975)
- 1890 - Einar Friis Baastad, calciatore norvegese († 1974)
- 1890 - Giuseppe Bertolotti, militare italiano († 1917)
- 1890 - John Meehan, commediografo, sceneggiatore e regista canadese († 1954)
- 1891 - Claire Anderson, attrice statunitense († 1964)
- 1891 - Sam Lufkin, attore statunitense († 1952)
- 1891 - Federico Sargolini, vescovo cattolico italiano († 1969)
- 1892 - Santi Galimberti, politico italiano († 1967)
- 1892 - Arnold Hauser, storico dell'arte ungherese († 1978)
- 1892 - André Obey, commediografo, scrittore e giornalista francese († 1975)
- 1892 - Joseph Pearman, marciatore statunitense († 1961)
- 1892 - Adriaan Pelt, giornalista e diplomatico olandese († 1981)
- 1892 - Stanisław Sosabowski, generale polacco († 1967)
- 1893 - Josef Müller, calciatore tedesco († 1984)
- 1893 - Francis Ouimet, golfista statunitense († 1967)
- 1893 - Rutilio Robusti, politico italiano († 1979)
- 1893 - Edd Roush, giocatore di baseball statunitense († 1988)
- 1893 - Paolo Toschi, filologo e storico della letteratura italiano († 1974)
- 1894 - Ildebrando Gregori, presbitero italiano († 1985)
- 1894 - Friedrich Wilhelm Krüger, generale tedesco († 1945)
- 1894 - Margherita d'Asburgo-Lorena, principessa († 1986)
- 1894 - Miguel Matamoros, musicista e compositore cubano († 1971)
- 1895 - José Gómez Ortega, torero spagnolo († 1920)
- 1895 - Georg Muche, pittore tedesco († 1987)
- 1895 - Helmer Mörner, cavaliere svedese († 1962)
- 1895 - Soccorso Saloni, militare italiano († 1918)
- 1895 - Fulton John Sheen, arcivescovo cattolico, scrittore e teologo statunitense († 1979)
- 1895 - Edmund Wilson, critico letterario, giornalista e scrittore statunitense († 1972)
- 1896 - William Hawley Bowlus, ingegnere, progettista e imprenditore statunitense († 1967)
- 1896 - Gustav Gottenkieny, calciatore svizzero († 1959)
- 1896 - Fred LeRoy Granville, direttore della fotografia e regista australiano († 1932)
- 1896 - Stanisława Leszczyńska, polacca († 1974)
- 1896 - Lodovico Montini, politico italiano († 1990)
- 1896 - Albert Rénier, calciatore francese († 1948)
- 1896 - Antonio Zamora, editore, giornalista e politico spagnolo († 1976)
- 1897 - Roscoe Hillenkoetter, ammiraglio statunitense († 1982)
- 1897 - Philip La Follette, politico statunitense († 1965)
- 1897 - Paul Mauch, calciatore tedesco († 1924)
- 1897 - José María Pemán, poeta, scrittore e drammaturgo spagnolo († 1981)
- 1898 - Galileo Emendabili, scultore italiano († 1974)
- 1898 - Ugo Fedeli, anarchico e antifascista italiano († 1964)
- 1898 - Vera Chapman, scrittrice britannica († 1996)
- 1898 - Alphonse Gemuseus, cavaliere svizzero († 1981)
- 1898 - Alojzije Viktor Stepinac, cardinale e arcivescovo cattolico croato († 1960)
- 1899 - Giuseppe Angelillo, militare italiano († 1939)
- 1899 - Jack Bland, suonatore di banjo e chitarrista statunitense († 1968)
- 1899 - Friedrich von Hayek, economista e sociologo austriaco († 1992)
- 1899 - James Hart Mitchell, aviatore inglese († 1921)

## XX secolo(918)
- 1901 - Jack Cummings, tennista australiano († 1972)
- 1901 - Otto Kaiser, pattinatore artistico su ghiaccio austriaco († 1977)
- 1901 - Luigi Ricceri, presbitero italiano († 1989)
- 1901 - August Schmidhuber, generale tedesco († 1947)
- 1901 - Vladimir Vladimirovič Sofronickij, pianista russo († 1961)
- 1902 - Alex Alexis, editore, scrittore e traduttore italiano († 1962)
- 1902 - Gino Ceschelli, presbitero italiano († 1943)
- 1902 - André Lwoff, microbiologo francese († 1994)
- 1902 - Leonard Henry Caleb Tippett, statistico britannico († 1985)
- 1903 - Manuel Anatol, velocista, calciatore e ingegnere spagnolo († 1990)
- 1903 - Fernandel, attore, cantante e regista francese († 1971)
- 1904 - Italo Ariata, politico italiano
- 1904 - Giacomo Bertolio, arbitro di calcio italiano († 1967)
- 1904 - Boris Livanov, attore sovietico († 1972)
- 1904 - Ignazio Lucibello, pittore italiano († 1970)
- 1905 - Karol Borsuk, matematico polacco († 1982)
- 1905 - Ernest Butterworth Jr., attore statunitense († 1986)
- 1905 - Imre Koszta, calciatore ungherese
- 1905 - Leone Minassian, pittore e critico d'arte italiano († 1978)
- 1905 - Ettore Nadiani, pittore, incisore e disegnatore italiano († 2005)
- 1905 - Aldo Nichele, calciatore italiano
- 1905 - Maggio Ronchey, militare italiano († 1940)
- 1905 - Dante Sala, presbitero italiano († 1982)
- 1906 - María Enriqueta Betnaza, poetessa argentina († 2005)
- 1906 - Tuvia Bielski, partigiano polacco († 1987)
- 1906 - Maurice Le Lannou, geografo francese († 1992)
- 1906 - Roberto Rossellini, regista, sceneggiatore e produttore cinematografico italiano († 1977)
- 1907 - Henry Kremer, imprenditore britannico († 1992)
- 1907 - Libero Marchina, calciatore italiano († 1986)
- 1907 - Sigvald Bernhard Refsum, neurologo norvegese († 1991)
- 1908 - Hertha Thiele, attrice tedesca († 1984)
- 1908 - Arturo de Córdova, attore messicano († 1973)
- 1909 - Lennart Bernadotte, principe svedese († 2004)
- 1909 - Paul May, regista, sceneggiatore e produttore cinematografico tedesco († 1976)
- 1909 - Tabaré Quintans, cestista uruguaiano
- 1910 - George Male, calciatore inglese († 1998)
- 1910 - Olindo Simionato, militare e aviatore italiano
- 1910 - Van Cleave, compositore statunitense († 1970)
- 1910 - Mary Lou Williams, pianista, arrangiatrice e compositrice statunitense († 1981)
- 1911 - Gaius de Gaay Fortman, politico, funzionario e giurista olandese († 1997)
- 1911 - Robert Johnson, cantautore e chitarrista statunitense († 1938)
- 1911 - Carmen Mathews, attrice statunitense († 1995)
- 1911 - Carlo Mattioli, pittore italiano († 1994)
- 1911 - Eugene Rabe, astronomo tedesco († 1974)
- 1912 - Harvey Charters, canoista canadese († 1995)
- 1912 - Gertrud Fussenegger, scrittrice austriaca († 2009)
- 1912 - Joyce Lussu, partigiana, scrittrice e traduttrice italiana († 1998)
- 1912 - Víctor Valussi, calciatore argentino († 1995)
- 1913 - Robert Clampett, regista e animatore statunitense († 1984)
- 1913 - André Gardère, schermidore francese († 1977)
- 1913 - Luciano Charles Scorsese, attore statunitense († 1993)
- 1913 - Fritzie Zivic, pugile statunitense († 1984)
- 1914 - Gaetano Panazza, letterato, storico e critico d'arte italiano († 1996)
- 1915 - John Archer, attore statunitense († 1999)
- 1915 - Aldo Fiorelli, attore italiano († 1983)
- 1915 - Giulio Morelli, regista e sceneggiatore italiano († 1985)
- 1915 - Mario Nardone, poliziotto e dirigente pubblico italiano († 1986)
- 1916 - Salvatore Fancello, scultore, ceramista e pittore italiano († 1941)
- 1916 - Ivan Karpovič Golubec, marinaio sovietico († 1942)
- 1916 - João Havelange, nuotatore, pallanuotista e dirigente sportivo brasiliano († 2016)
- 1916 - Sylvia Sleigh, pittrice e attivista britannica († 2010)
- 1917 - Antonio Bernieri, partigiano e politico italiano († 1990)
- 1917 - Raúl Calvo, cestista e allenatore di pallacanestro argentino († 1996)
- 1917 - Lauri Parkkinen, pattinatore di velocità su ghiaccio finlandese († 1994)
- 1917 - Aurelio Roncaglia, filologo e critico letterario italiano († 2001)
- 1918 - Mario Alicata, partigiano, critico letterario e politico italiano († 1966)
- 1918 - Gaetano La Porta, calciatore italiano
- 1918 - Riccardo Mantoni, regista, doppiatore e autore televisivo italiano († 1991)
- 1918 - Ptolemy Reid, politico guyanese († 2003)
- 1919 - Stanislav Andreski, sociologo polacco († 2007)
- 1919 - Lex Barker, attore statunitense († 1973)
- 1919 - Leon Festinger, psicologo e sociologo statunitense († 1989)
- 1919 - Vasco Presentati, partigiano italiano († 1945)
- 1919 - Carlo Vivarelli, designer svizzero († 1986)
- 1920 - Saul Bass, illustratore statunitense († 1996)
- 1920 - Riccardo Fabbri, politico e sindacalista italiano († 1967)
- 1920 - Vera Rol, attrice, showgirl e ballerina italiana († 1973)
- 1920 - Michele Sindona, faccendiere, banchiere e criminale italiano († 1986)
- 1920 - Gyula Strommer, astronomo ungherese († 1995)
- 1920 - Paul Todd, allenatore di calcio e calciatore inglese († 2000)
- 1920 - Alfredo Todisco, giornalista e scrittore italiano († 2010)
- 1920 - Tom of Finland, disegnatore e illustratore finlandese († 1991)
- 1920 - Sloan Wilson, scrittore statunitense († 2003)
- 1921 - Alberto Ghirardi, ciclista su strada italiano († 1987)
- 1921 - Dino Menichini, scrittore e giornalista italiano († 1978)
- 1922 - Jan Everse, calciatore olandese († 1974)
- 1922 - Raymond Franz, predicatore statunitense († 2010)
- 1922 - Bernardin Gantin, cardinale e arcivescovo cattolico beninese († 2008)
- 1922 - Ugo Grappasonni, golfista italiano († 1999)
- 1922 - Stephen Kim Sou-hwan, cardinale e arcivescovo cattolico sudcoreano († 2009)
- 1922 - Max Mangold, linguista tedesco († 2015)
- 1922 - Tamasese Lealofi IV, politico samoano († 1983)
- 1923 - Pio Borri, partigiano italiano († 1943)
- 1923 - Onorio Cengarle, politico e sindacalista italiano († 2007)
- 1923 - Giovambattista Grimaldi, politico italiano († 1986)
- 1923 - John Langdon, cestista statunitense († 1985)
- 1923 - Bruno Maurizi, calciatore italiano
- 1923 - Cheikha Rimitti, cantante algerina († 2006)
- 1923 - Aldo Semerari, psichiatra e criminologo italiano († 1982)
- 1923 - Ralph Spinella, schermidore statunitense († 2021)
- 1924 - Piero Confortini, medico italiano († 1981)
- 1924 - Bonifacio De Bortoli, canottiere italiano († 1977)
- 1924 - Diego Florettini, calciatore italiano († 2014)
- 1924 - Adriana Parrella, attrice, regista e doppiatrice italiana († 2013)
- 1924 - Kenneth Waltz, politologo statunitense († 2013)
- 1924 - Gerda Weissmann Klein, scrittrice e attivista polacca († 2022)
- 1925 - Dino Attanasio, fumettista italiano
- 1925 - Gian Antonio Cibotto, giornalista, critico teatrale e scrittore italiano († 2017)
- 1925 - André-Paul Duchâteau, fumettista e scrittore belga († 2020)
- 1925 - Ali Hassan Mwinyi, politico tanzaniano († 2024)
- 1925 - Ignacio Pinedo, cestista e allenatore di pallacanestro spagnolo († 1991)
- 1926 - David Attenborough, divulgatore scientifico e naturalista britannico
- 1926 - Franco Bemporad, pittore e sceneggiatore italiano († 1989)
- 1926 - Augustin Bernaer, cestista belga
- 1926 - Pierre Broué, storico e attivista francese († 2005)
- 1926 - Erico Menczer, direttore della fotografia, pittore e scrittore italiano († 2012)
- 1926 - Giuliano Ravizza, stilista, imprenditore e medico italiano († 1992)
- 1926 - Don Rickles, comico, cabarettista e attore statunitense († 2017)
- 1926 - William David Lindsay Ride, zoologo e paleontologo inglese († 2011)
- 1927 - Phil Cohran, trombettista e polistrumentista statunitense († 2017)
- 1927 - László Paskai, cardinale e arcivescovo cattolico ungherese († 2015)
- 1927 - Guido Zavanone, magistrato, scrittore e poeta italiano († 2019)
- 1928 - Yoka Berretty, attrice olandese († 2015)
- 1928 - Manfred Gerlach, politico tedesco († 2011)
- 1928 - Gregory Scarpa, mafioso e assassino statunitense († 1994)
- 1928 - Ted Sorensen, avvocato e scrittore statunitense († 2010)
- 1929 - Mario De Carolis, cestista italiano
- 1929 - Girija Devi, cantante indiana († 2017)
- 1929 - Jane Roberts, scrittrice e poetessa statunitense († 1984)
- 1929 - Roberto Tesouro, calciatore argentino († 2010)
- 1929 - Miyoshi Umeki, cantante e attrice giapponese († 2007)
- 1930 - Doug Atkins, giocatore di football americano statunitense († 2015)
- 1930 - Bruno De Filippi, musicista e compositore italiano († 2010)
- 1930 - Heather Harper, soprano britannico († 2019)
- 1930 - David Herlihy, storico statunitense († 1991)
- 1930 - Marvin March, scenografo statunitense († 2022)
- 1930 - Gary Snyder, poeta, ambientalista e saggista statunitense
- 1930 - Marija Šubina, canoista sovietica († 2025)
- 1931 - Werner Beierwaltes, filosofo tedesco († 2019)
- 1931 - Gabriele Biello, politico italiano
- 1931 - Adelaide Chiozzo, cantante, attrice e fisarmonicista brasiliana († 2020)
- 1931 - Bob Clotworthy, tuffatore statunitense († 2018)
- 1931 - Tibor Cselkó, ex cestista ungherese
- 1931 - Muhamet Sokoli, ex cestista albanese
- 1932 - Julieta Campos, scrittrice cubana († 2007)
- 1932 - Carlo Cossutta, tenore italiano († 2000)
- 1932 - Phyllida Law, attrice scozzese
- 1932 - Sonny Liston, pugile statunitense († 1970)
- 1932 - Justo Mullor García, arcivescovo cattolico spagnolo († 2016)
- 1933 - Albert Markov, violinista, docente e compositore russo
- 1933 - David Michael Metcalf, numismatico britannico († 2018)
- 1933 - Takeo Sugiyama, ex cestista giapponese
- 1934 - Luigi Necco, giornalista, telecronista sportivo e scrittore italiano († 2018)
- 1934 - Maurice Norman, calciatore inglese († 2022)
- 1934 - Nelie Smith, rugbista a 15 e allenatore di rugby a 15 sudafricano († 2016)
- 1934 - Gaspare Nello Vetro, bibliotecario, musicologo e saggista italiano († 2019)
- 1934 - David Williamson, barone di Horton, politico inglese († 2015)
- 1935 - Jack Charlton, calciatore e allenatore di calcio inglese († 2020)
- 1935 - Peter Connolly, storico e illustratore britannico († 2012)
- 1935 - Elisabetta di Danimarca, principessa danese († 2018)
- 1935 - Salome Jens, attrice statunitense
- 1935 - Carlo Lima, attore italiano († 2018)
- 1935 - Jerry Moss, imprenditore statunitense († 2023)
- 1935 - Gregorio Peralta, pugile argentino († 2001)
- 1936 - Adriano Goio, politico italiano († 2016)
- 1936 - Kazuo Koike, fumettista, scrittore e sceneggiatore giapponese († 2019)
- 1936 - Wolfgang Lüderitz, ex pentatleta tedesco
- 1936 - Ruia Morrison, ex tennista neozelandese
- 1936 - George Mulhall, allenatore di calcio e calciatore scozzese († 2018)
- 1936 - Héctor Núñez, allenatore di calcio e calciatore uruguaiano († 2011)
- 1937 - Robert Adams, fotografo statunitense
- 1937 - Dennis DeConcini, politico e avvocato statunitense
- 1937 - Dario Fruscio, politico italiano
- 1937 - Thomas Pynchon, scrittore statunitense
- 1937 - Walter Roque, calciatore e allenatore di calcio uruguaiano († 2014)
- 1938 - Aldo Albanesi, ex arbitro di pallacanestro italiano
- 1938 - Pierre Lucien Claverie, vescovo cattolico francese († 1996)
- 1938 - Imre Földi, sollevatore ungherese († 2017)
- 1938 - Moebius, fumettista, scenografo e sceneggiatore francese († 2012)
- 1938 - Eve Kivi, attrice estone
- 1938 - Marisa Madieri, scrittrice italiana († 1996)
- 1938 - Franco Marmiroli, calciatore italiano († 2025)
- 1938 - Gaetano Mascali, arbitro di calcio italiano († 2011)
- 1938 - Badia Hadj Nasser, psicoanalista francese
- 1938 - Roger Neubauer, pallanuotista francese († 2023)
- 1938 - Corine Rottschäfer, modella olandese († 2020)
- 1938 - Elio Veltri, medico, politico e giornalista italiano
- 1939 - Paul Drayton, velocista statunitense († 2010)
- 1939 - János Göröcs, calciatore ungherese († 2020)
- 1939 - Tadateru Konoe, funzionario giapponese
- 1939 - Kornelija Meglaj, ex cestista jugoslava
- 1939 - Jean Obeid, politico e giornalista libanese († 2021)
- 1939 - Maurizio Ponzi, critico cinematografico e regista italiano
- 1940 - Peter Benchley, giornalista, scrittore e sceneggiatore statunitense († 2006)
- 1940 - Francisco Brandán, ex calciatore argentino
- 1940 - Romualdo Coviello, economista e politico italiano († 2022)
- 1940 - Emilio Delgado, attore statunitense († 2022)
- 1940 - Sandro Ferracuti, generale e dirigente d'azienda italiano
- 1940 - Santiago García Aracil, arcivescovo cattolico spagnolo († 2018)
- 1940 - Terry Huntingdon, modella statunitense
- 1940 - Eddie Joyal, ex hockeista su ghiaccio canadese
- 1940 - Vittorio Liberatori, politico italiano
- 1940 - Paolo Limiti, paroliere, conduttore televisivo e autore televisivo italiano († 2017)
- 1940 - Ricky Nelson, cantante e attore statunitense († 1985)
- 1940 - Giorgio Perrotta, ingegnere italiano († 2013)
- 1940 - Toni Tennille, cantautrice e tastierista statunitense
- 1940 - Carl Wilson, calciatore inglese († 2019)
- 1940 - Alberto Zuliani, statistico italiano
- 1941 - Félix Blaska, ballerino e coreografo polacco
- 1941 - Bruno Carotenuto, attore italiano
- 1941 - Pablo Jaime Galimberti di Vietri, vescovo cattolico uruguaiano
- 1941 - Villi Hermann, regista, sceneggiatore e produttore cinematografico svizzero
- 1941 - Nello Sbaiz, dirigente sportivo, allenatore di calcio e calciatore italiano († 2022)
- 1941 - Friedrich Seifert, mineralogista tedesco
- 1941 - Thomson Chan Tam-Sun, ex arbitro di calcio hongkonghese
- 1942 - Marília Branco, attrice brasiliana († 1985)
- 1942 - Vincenzo D'Addario, arcivescovo cattolico italiano († 2005)
- 1942 - Michele Dancelli, ex ciclista su strada e pistard italiano
- 1942 - Norman Lamont, politico britannico
- 1942 - Carmen Lavani, soprano italiano
- 1942 - Terry Neill, calciatore e allenatore di calcio nordirlandese († 2022)
- 1942 - Norio Niikawa, medico e genetista giapponese († 2022)
- 1942 - Stefan Szefer, ex calciatore polacco
- 1942 - Zino Zani, calciatore e chimico italiano († 2023)
- 1943 - Pat Barker, scrittrice inglese
- 1943 - Tomas von Brömssen, attore svedese
- 1943 - Lubo Kristek, scultore, pittore e performance artist ceco
- 1943 - Tom Maniatis, biologo statunitense
- 1943 - Jochen Meißner, ex canottiere tedesco
- 1943 - Paul Samwell-Smith, bassista e produttore discografico britannico
- 1943 - Danny Whitten, cantautore e chitarrista statunitense († 1972)
- 1944 - Pietro Calabrese, giornalista italiano († 2010)
- 1944 - Dorothy Combs Morrison, cantante statunitense
- 1944 - Abdul Salaam El Razzac, attore statunitense († 2018)
- 1944 - Anton Flešár, calciatore cecoslovacco († 2024)
- 1944 - Gary Glitter, cantautore e musicista britannico
- 1944 - Dennis Hamilton, cestista statunitense († 2012)
- 1944 - Bill Legend, batterista inglese
- 1944 - Antonio Puddu, ex pugile italiano
- 1944 - Mongane Wally Serote, scrittore e poeta sudafricano
- 1945 - Karel Blažek, allenatore di hockey su ghiaccio e ex hockeista su ghiaccio cecoslovacco
- 1945 - Virgilio Forchiassin, designer e artista italiano († 2021)
- 1945 - Mike German, barone German, politico britannico
- 1945 - Keith Jarrett, pianista statunitense
- 1945 - Franco Malvano, politico e poliziotto italiano
- 1946 - Leena Brusiin, modella finlandese († 2019)
- 1946 - Aurelio Buletti, poeta, scrittore e traduttore svizzero († 2023)
- 1946 - Alfred Mallia, ex calciatore maltese
- 1946 - Jurij Mamin, regista e sceneggiatore russo
- 1946 - Ian Price, attore e sceneggiatore gallese († 2014)
- 1946 - Hans Sahlin, ex slittinista svedese
- 1946 - Barry Shulman, giocatore di poker statunitense
- 1946 - Katsuhiko Sugita, ex cestista giapponese
- 1946 - Kamunda Tshinabu, ex calciatore della Repubblica Democratica del Congo
- 1947 - Aram I, vescovo cristiano orientale libanese
- 1947 - Victor Cavallo, attore, poeta e scrittore italiano († 2000)
- 1947 - Jamie Donnelly, attrice statunitense
- 1947 - H. Robert Horvitz, biologo statunitense
- 1947 - Felicity Lott, soprano inglese
- 1947 - Aung Tin, ex calciatore birmano
- 1947 - Alberto Tonoli, calciatore e allenatore di calcio italiano († 2000)
- 1947 - Boris Šuchov, ex ciclista su strada sovietico
- 1948 - Alberta De Simone, politica italiana
- 1948 - Francisco Sérgio Garcia, ex cestista brasiliano
- 1948 - Mario Lavezzi, compositore, cantautore e produttore discografico italiano
- 1948 - Maurizio Nichetti, regista, sceneggiatore e attore italiano
- 1948 - Norbert Nigbur, ex calciatore tedesco
- 1948 - Carl Schenkel, regista svizzero († 2003)
- 1949 - Divino Otelma, personaggio televisivo italiano
- 1949 - Vincenzo De Luca, politico italiano
- 1949 - Giuseppe Di Fabio, politico italiano
- 1949 - Vicent Franch, giurista, politologo e scrittore spagnolo
- 1949 - Vasyl' Ovsijenko, scrittore e attivista ucraino († 2023)
- 1949 - Giuseppe Pignatone, ex magistrato italiano
- 1949 - Per Sundberg, schermidore svedese († 2015)
- 1949 - Mohamed bin Hammam, dirigente sportivo qatariota
- 1950 - Juan Manuel Bellón López, scacchista spagnolo
- 1950 - Ángel Gurría, politico, diplomatico e economista messicano
- 1950 - Helen Micallef, cantante maltese
- 1950 - Tatjana Ždanoka, politica e matematica lettone
- 1951 - Jon Abrahamsen, ex calciatore norvegese
- 1951 - Philip Bailey, cantautore statunitense
- 1951 - Humberto Brenes, giocatore di poker costaricano
- 1951 - Vern Buchanan, politico statunitense
- 1951 - Ann Marie Buerkle, politica e avvocato statunitense
- 1951 - Mike D'Antoni, allenatore di pallacanestro, dirigente sportivo e ex cestista statunitense
- 1951 - Chris Frantz, batterista, compositore e produttore discografico statunitense
- 1951 - Cooper Huckabee, attore statunitense
- 1951 - Michalīs Liapīs, politico greco
- 1951 - Achille Lollo, attivista, giornalista e criminale italiano († 2021)
- 1951 - Bortolo Mainardi, architetto e progettista italiano
- 1951 - Ricardo Antonio Tobón Restrepo, arcivescovo cattolico e teologo colombiano
- 1951 - Rita Trapanese, pattinatrice artistica su ghiaccio italiana († 2000)
- 1951 - Denis Verdini, ex politico e imprenditore italiano
- 1951 - Daniela Vergara, giornalista e conduttrice televisiva italiana
- 1952 - Charles Camarda, ex astronauta e ingegnere statunitense
- 1952 - Max Greggio, fumettista e autore televisivo italiano
- 1952 - Beth Henley, drammaturga, sceneggiatrice e attrice statunitense
- 1952 - Walter Mattioli, dirigente sportivo italiano
- 1952 - Vittorio Sgarbi, critico d'arte, storico dell'arte e saggista italiano
- 1952 - Rosario Saro Vella, vescovo cattolico italiano
- 1952 - Maurizio Zaccaro, regista, sceneggiatore e scrittore italiano
- 1952 - Haig Zacharian, compositore, musicista e docente albanese
- 1953 - Billy Burnette, cantante e chitarrista statunitense
- 1953 - Alex van Halen, batterista olandese
- 1953 - Walter Krause, ex calciatore tedesco
- 1953 - Michele Pompeo Meta, politico italiano
- 1953 - Joachim Ntahondereye, vescovo cattolico burundese
- 1953 - Tony Sperandeo, attore italiano
- 1953 - Wolfgang Warnemünde, ex discobolo tedesco
- 1954 - Roberto Chiancone, allenatore di calcio e ex calciatore italiano
- 1954 - Stephen Furst, attore e regista statunitense († 2017)
- 1954 - John Hawley, ex calciatore inglese
- 1954 - David Keith, attore e regista statunitense
- 1954 - Werner Margreiter, dirigente sportivo, allenatore di sci alpino e ex sciatore alpino austriaco
- 1954 - Alfio Peraboni, velista italiano († 2011)
- 1954 - John Michael Talbot, religioso, compositore e chitarrista statunitense
- 1954 - Gary Wilmot, attore e conduttore televisivo britannico
- 1955 - Betsy Baker, attrice e doppiatrice statunitense
- 1955 - Albert Burger, sciatore alpino e allenatore di sci alpino tedesco († 2023)
- 1955 - Joe Campbell, giocatore di football americano statunitense († 2023)
- 1955 - Bob Grupp, giocatore di football americano statunitense
- 1955 - Keith Osgood, ex calciatore inglese
- 1955 - Marty Riley, ex cestista canadese
- 1955 - René Schoof, matematico olandese
- 1955 - Ásgeir Sigurvinsson, allenatore di calcio e ex calciatore islandese
- 1955 - Raoul Trujillo, attore e ballerino statunitense
- 1955 - Meles Zenawi, politico etiope († 2012)
- 1956 - Cristina Comencini, regista, sceneggiatrice e drammaturga italiana
- 1956 - Ken Greene, ex giocatore di football americano statunitense
- 1956 - Rick Jaffa e Amanda Silver, sceneggiatore e produttore cinematografico statunitense
- 1956 - Dumitru Moraru, ex calciatore rumeno
- 1956 - Sylvestre Ntibantunganya, politico burundese
- 1956 - Victor Pițurcă, allenatore di calcio e ex calciatore romeno
- 1956 - Patrizia Pozzi, filosofa italiana († 2021)
- 1956 - Davie Provan, ex calciatore britannico
- 1956 - Richard Wilson, allenatore di calcio e ex calciatore neozelandese
- 1956 - Jeff Wincott, attore e artista marziale canadese
- 1957 - Daniele Gaetano Borioli, politico italiano
- 1957 - Eddie Butler, rugbista a 15, giornalista e telecronista sportivo britannico († 2022)
- 1957 - Bill Cowher, ex giocatore di football americano e allenatore di football americano statunitense
- 1957 - Deena Deardurff, ex nuotatrice statunitense
- 1957 - Romuald Giegiel, ex ostacolista polacco
- 1957 - Bernd Krauss, allenatore di calcio e ex calciatore tedesco
- 1957 - Fabrizio Lucchi, ex calciatore italiano
- 1957 - Marie Myriam, cantante francese
- 1957 - Roger Pyttel, ex nuotatore tedesco orientale
- 1957 - Beatrice Scarpato, scenografa italiana
- 1957 - Simon Ungers, architetto tedesco († 2006)
- 1957 - Massimo Urbani, sassofonista italiano († 1993)
- 1958 - Roddy Doyle, scrittore e sceneggiatore irlandese
- 1958 - Andy Egli, allenatore di calcio e ex calciatore svizzero
- 1958 - Michael Kimmelman, giornalista, scrittore e critico d'arte statunitense
- 1958 - Simone Kleinsma, attrice, cantante e doppiatrice olandese
- 1958 - Evelina Nazzari, attrice italiana
- 1958 - Lovie Smith, ex giocatore di football americano e allenatore di football americano statunitense
- 1958 - Achille Varzi, filosofo italiano
- 1958 - Nick Zedd, regista, attore e artista statunitense († 2022)
- 1959 - Brigitte Boccone-Pagès, politica monegasca
- 1959 - Salvatore Cappello, mafioso italiano
- 1959 - Franz Caruso, politico italiano
- 1959 - Jill Evans, politica britannica
- 1959 - Ronnie Lott, ex giocatore di football americano statunitense
- 1959 - Carsten Maschmeyer, imprenditore e personaggio televisivo tedesco
- 1959 - Marisa Masullo, ex velocista italiana
- 1959 - Kevin McCloud, designer e conduttore televisivo britannico
- 1959 - Saverio Montingelli, giornalista italiano
- 1959 - Meiko Nakahara, compositrice e cantante giapponese
- 1959 - Orio Odori, direttore di banda e compositore italiano
- 1959 - Plinio Serena, ex calciatore italiano
- 1959 - Igor Sláma, ex pistard ceco
- 1959 - Benny Van Brabant, ex ciclista su strada belga
- 1960 - Patrizia Barbieri, politica italiana
- 1960 - Franco Baresi, ex calciatore italiano
- 1960 - Sergej Beljaev, tiratore a segno kazako († 2020)
- 1960 - Eric Brittingham, bassista statunitense
- 1960 - Roberto Caracciolo, artista italiano
- 1960 - Javier Chirinos, ex calciatore peruviano
- 1960 - Paul Harrington, musicista irlandese
- 1960 - Jan-Olov Kinnvall, ex calciatore svedese
- 1960 - Claudio Morandini, scrittore italiano
- 1960 - Vladimir Pištalo, scrittore serbo
- 1960 - Igor' Presnjakov, chitarrista russo
- 1960 - Maurizio Raggi, allenatore di calcio e ex calciatore italiano
- 1960 - Marina Sereni, politica italiana
- 1960 - Richard Wilson, ex calciatore inglese
- 1961 - Bill de Blasio, politico statunitense
- 1961 - Helmut Brunner, ex slittinista italiano
- 1961 - Fabrizio Failla, giornalista e telecronista sportivo italiano
- 1961 - Daniele Garella, compositore, poeta e scrittore italiano († 2024)
- 1961 - Jozef Michalko, ex cestista, allenatore di pallacanestro e dirigente sportivo cecoslovacco
- 1961 - Cláudia Monteiro, ex tennista brasiliana
- 1961 - John Moolenaar, politico e farmacista statunitense
- 1961 - Maria Paiato, attrice italiana
- 1961 - Andrea Pollack, nuotatrice tedesca († 2019)
- 1961 - José Luis Gerardo Ponce de León, vescovo cattolico argentino
- 1961 - Davide Santorsola, pianista e compositore italiano († 2014)
- 1961 - Jim Sheppard, bassista statunitense
- 1961 - Akira Taue, ex wrestler e lottatore di sumo giapponese
- 1961 - Yeh Su-chuan, ex cestista taiwanese
- 1962 - Max Costa, musicista e produttore discografico italiano
- 1962 - Danny Faure, politico seychellese
- 1962 - Anna Maria Meo, musicologa e direttrice teatrale italiana
- 1962 - Natal'ja Molčanova, apneista russa († 2015)
- 1962 - Rose-Marie Scheffler, ex cestista francese
- 1962 - Yves Sintomer, sociologo e politologo francese
- 1962 - David Sole, ex rugbista a 15 britannico
- 1962 - Masaki Terasoma, doppiatore giapponese
- 1962 - Valerij Todorovskij, attore, regista e sceneggiatore russo
- 1963 - Stefano Maria Bianchi, giornalista e regista italiano
- 1963 - Michel Gondry, regista, sceneggiatore e produttore cinematografico francese
- 1963 - Ğalymjan Jaqiyanov, politico e imprenditore kazako
- 1963 - Jan de Jonge, allenatore di calcio, dirigente sportivo e ex calciatore olandese
- 1963 - Aljaksandr Kavalenka, ex triplista sovietico
- 1963 - Henry Lesser, allenatore di calcio e ex calciatore tedesco orientale
- 1963 - Florence Parly, funzionaria, politica e dirigente d'azienda francese
- 1963 - Giorgio Perreca, kickboxer italiano
- 1963 - Soulivong Savang, politico laotiano
- 1963 - Shigeo Sawairi, ex calciatore giapponese
- 1964 - Päivi Alafrantti, ex giavellottista finlandese
- 1964 - Krista Errickson, attrice, giornalista e produttrice televisiva statunitense
- 1964 - Melissa Gilbert, attrice, scrittrice e produttrice cinematografica statunitense
- 1964 - Niels Jensen, cantante e attore danese
- 1964 - Aleksandr Karpilovskij, attore e regista sovietico
- 1964 - Bobby Labonte, pilota automobilistico statunitense
- 1964 - Alberto Laurenti, compositore e musicista italiano
- 1964 - Dragan Lazarević, fumettista e illustratore serbo
- 1964 - Luís Fernando Ortiz, ex giocatore di calcio a 5 brasiliano
- 1964 - Dragan Perić, ex pesista serbo
- 1964 - Richard Reelie, ex atleta paralimpico canadese
- 1964 - Ari Rosenberg, ex cestista canadese
- 1964 - Dave Rowntree, batterista e percussionista britannico
- 1964 - Shin Yeon-ho, ex calciatore sudcoreano
- 1964 - Gunilla Wictorin, ex cestista svedese
- 1965 - Pétur Arnþórsson, ex calciatore islandese
- 1965 - Hans Engelsen Eide, ex sciatore freestyle norvegese
- 1965 - Josef Erlacher, ex sciatore alpino italiano
- 1965 - Thierry Escaich, organista e compositore francese
- 1965 - Michelle Finn-Burrell, ex velocista statunitense
- 1965 - Mario Frick, politico liechtensteinese
- 1965 - Keiji Inafune, autore di videogiochi giapponese
- 1965 - Mario Mantovan, ex ciclista su strada italiano
- 1965 - Zoran Martič, allenatore di pallacanestro sloveno
- 1965 - Fabio Meraldi, scialpinista, alpinista e fondista di corsa in montagna italiano
- 1965 - Momoko Sakura, fumettista giapponese († 2018)
- 1966 - Bruno Gudelj, ex pallamanista croato
- 1966 - Dorota Idzi, ex pentatleta polacca
- 1966 - Kamil Kašťák, ex hockeista su ghiaccio ceco
- 1966 - Donato Rotunno, regista, sceneggiatore e produttore cinematografico lussemburghese
- 1966 - Giovanni Ruvolo, biologo e politico italiano
- 1966 - Rocko Schamoni, cantante, attore e scrittore tedesco
- 1966 - Massimiliano Smeriglio, politico e scrittore italiano
- 1966 - Marta Sánchez, cantante spagnola
- 1966 - Cláudio Taffarel, allenatore di calcio e ex calciatore brasiliano
- 1967 - Christian Abt, pilota automobilistico tedesco
- 1967 - Gerry Cardinale, imprenditore statunitense
- 1967 - Luca Casarini, attivista italiano
- 1967 - Viviana Durante, ex ballerina italiana
- 1967 - Pepper Keenan, cantante e chitarrista statunitense
- 1967 - Dave Randall, ex tennista statunitense
- 1968 - Omar Camporese, ex tennista italiano
- 1968 - Gianni Fava, ex politico e imprenditore italiano
- 1968 - Mickaël Madar, ex calciatore francese
- 1968 - Ivan Mikulić, cantante croato
- 1968 - Peng Zhaoqin, scacchista cinese
- 1968 - David Rodrigo, allenatore di calcio spagnolo
- 1968 - Sebastian Schipper, regista, attore e sceneggiatore tedesco
- 1968 - Louise Beatrice Stratten, attrice canadese
- 1968 - Veronika Šarec, ex sciatrice alpina slovena
- 1969 - Mauro Berruto, allenatore di pallavolo e politico italiano
- 1969 - Carole Gist, modella statunitense
- 1969 - Kyoko Kuroda, ex calciatrice giapponese
- 1969 - Valentina Pisanty, semiologa e docente italiana
- 1969 - Akebono Tarō, lottatore di sumo, artista marziale misto e wrestler statunitense († 2024)
- 1969 - Bruno Thibout, ex ciclista su strada francese
- 1969 - John Timu, ex rugbista a 13, ex rugbista a 15 e imprenditore neozelandese
- 1969 - Hector Wright, ex calciatore giamaicano
- 1970 - Marko Asell, politico e ex lottatore finlandese
- 1970 - Steve Edwards, cantautore britannico
- 1970 - Edema Fuludu, ex calciatore nigeriano
- 1970 - Damjan Gajser, allenatore di calcio e ex calciatore sloveno
- 1970 - Marcelino Galoppo, ex calciatore argentino
- 1970 - Naomi Klein, giornalista, scrittrice e attivista canadese
- 1970 - Luis Enrique, allenatore di calcio e ex calciatore spagnolo
- 1970 - Lyle McDonald, saggista statunitense
- 1970 - Claudio Stefanazzi, politico italiano
- 1970 - Dale Strong, politico statunitense
- 1971 - Jānis Āzacis, ex cestista lettone
- 1971 - Dominique Casagrande, ex calciatore francese
- 1971 - Kristján Finnbogason, allenatore di calcio e ex calciatore islandese
- 1971 - Radosław Gilewicz, ex calciatore polacco
- 1971 - Barbara Hannigan, soprano e direttore d'orchestra canadese
- 1971 - Candice Night, cantante e polistrumentista statunitense
- 1971 - William Quevedo, ex calciatore francese
- 1971 - Shaolin, umorista, disegnatore e conduttore radiofonico brasiliano († 2016)
- 1971 - Milena Virzì, ex pallanuotista e avvocata italiana
- 1972 - Saverio Deodato Dionisio, attore italiano
- 1972 - Lorenzo Donati, direttore di coro e compositore italiano
- 1972 - Sean Douglas, ex calciatore neozelandese
- 1972 - José Alberto Guadarrama, ex calciatore messicano
- 1972 - Darren Hayes, cantautore australiano
- 1972 - Yoshikazu Nonomura, imprenditore e ex calciatore giapponese
- 1972 - Eric Nshimiyimana, allenatore di calcio e ex calciatore ruandese
- 1972 - Max Rauffer, ex sciatore alpino tedesco
- 1972 - Christian Scalzo, ex calciatore italiano
- 1972 - Guillaume Soro, politico ivoriano
- 1972 - Brian Tyler, compositore statunitense
- 1973 - Hiromu Arakawa, fumettista giapponese
- 1973 - Jesús Arellano, ex calciatore messicano
- 1973 - Suzanne Balogh, tiratrice a volo australiana
- 1973 - Manfred Bischof, politico liechtensteinese
- 1973 - Z-Chen, cantante malaysiano
- 1973 - Laurent Charvet, ex calciatore francese
- 1973 - David Frigout, ex cestista francese
- 1973 - Kam Heskin, attrice statunitense
- 1973 - İlqar Mirzəyev, militare azero († 2020)
- 1973 - Alexander Pulalo, ex calciatore indonesiano
- 1973 - Luis Tevenet, allenatore di calcio e ex calciatore spagnolo
- 1973 - Paul Warne, allenatore di calcio e ex calciatore inglese
- 1973 - Jennifer Hope Wills, cantante e attrice statunitense
- 1974 - Guilherme Alves, allenatore di calcio e ex calciatore brasiliano
- 1974 - Keisha Anderson, ex cestista statunitense
- 1974 - Matteo Centurioni, allenatore di calcio e ex calciatore italiano
- 1974 - Hurnet Dekkers, ex canottiera olandese
- 1974 - Johnny Descolines, ex calciatore haitiano
- 1974 - Nasser Fahimi, medico e attivista iraniano
- 1974 - Daniele Izzo, meteorologo, climatologo e conduttore televisivo italiano
- 1974 - Korey Stringer, giocatore di football americano statunitense († 2001)
- 1974 - Jon Tickle, conduttore televisivo britannico
- 1974 - Christian XXX, attore pornografico statunitense
- 1974 - Yeo Kab-soon, tiratrice a segno sudcoreana
- 1975 - Davide Baiocco, ex calciatore italiano
- 1975 - Heshimu Evans, ex cestista statunitense
- 1975 - Mehmet Günsür, modello e attore turco
- 1975 - Enrique Iglesias, cantautore, attore e produttore discografico spagnolo
- 1975 - Matty Lewis, chitarrista e cantante statunitense
- 1975 - Sergej Lukonin, ex giocatore di calcio a 5 kazako
- 1975 - Gastón Mazzacane, pilota automobilistico argentino
- 1975 - Dejan Rađenović, allenatore di calcio e ex calciatore serbo
- 1975 - Mikko Rimminen, scrittore e poeta finlandese
- 1975 - Leopoldo de Chazal, ex rugbista a 15 argentino
- 1976 - Francisco Chacón, arbitro di calcio messicano
- 1976 - Zygmunt Miłoszewski, scrittore e giornalista polacco
- 1976 - Edouard Ndeki, calciatore camerunese († 2009)
- 1976 - Ciarán Power, ex ciclista su strada irlandese
- 1976 - Vitalij Proškin, ex hockeista su ghiaccio russo
- 1976 - Vladimer St'epania, ex cestista georgiano
- 1976 - Martha Wainwright, cantautrice statunitense
- 1976 - Edward Dixon, ex calciatore liberiano
- 1976 - Makoto Yukimura, fumettista giapponese
- 1976 - Giuseppe Zeno, attore italiano
- 1977 - Giuseppe Biava, allenatore di calcio, dirigente sportivo e ex calciatore italiano
- 1977 - Joe Bonamassa, chitarrista e cantautore statunitense
- 1977 - Jim Brennan, allenatore di calcio e ex calciatore canadese
- 1977 - Mira Fornay, regista e sceneggiatrice slovacca
- 1977 - Pramila Ganapathy, ex multiplista indiana
- 1977 - Iva Kubelková, modella, conduttrice televisiva e attrice ceca
- 1977 - Aníbal Matellán, ex calciatore argentino
- 1977 - Theodōros Papaloukas, ex cestista greco
- 1977 - George Reese, ex cestista statunitense
- 1977 - Nathalie Robert, ex sciatrice alpina francese
- 1977 - Juan Ignacio Sánchez, ex cestista argentino
- 1978 - Melissa Carlton, nuotatrice australiana
- 1978 - Speedy Claxton, ex cestista statunitense
- 1978 - Alessandra D'Ettorre, ex ciclista su strada e pistard italiana
- 1978 - Matthew Davis, attore statunitense
- 1978 - Jang Woo-hyuk, cantante sudcoreano
- 1978 - Tatsuya Kawajiri, artista marziale misto giapponese
- 1978 - Sandra Kleinová, ex tennista ceca
- 1978 - Lucimar Ferreira da Silva, ex calciatore brasiliano
- 1978 - Josie Maran, modella e attrice statunitense
- 1978 - Cindy Parlow Cone, ex calciatrice, allenatrice di calcio e dirigente sportiva statunitense
- 1978 - Gio Pika, rapper georgiano
- 1978 - Yumilka Ruiz, pallavolista cubana
- 1978 - Joscha Sauer, fumettista tedesco
- 1978 - Bashir Shalash, poeta, scrittore e giornalista palestinese
- 1978 - Danilo Turcios, ex calciatore honduregno
- 1979 - Allison Beckford, ex velocista e ostacolista giamaicana
- 1979 - Mark Boyle, attivista e scrittore irlandese
- 1979 - Joost Broerse, ex calciatore olandese
- 1979 - Paolo De Chiara, giornalista e scrittore italiano
- 1979 - Alessandro Donati, dirigente sportivo e ex ciclista su strada italiano
- 1979 - Tynesha Lewis, ex cestista e allenatrice di pallacanestro statunitense
- 1979 - Liu Yunfei, ex calciatore cinese
- 1979 - Stipe Modrić, ex cestista e allenatore di pallacanestro croato
- 1979 - Yuri Rose, allenatore di calcio e ex calciatore olandese
- 1979 - Gennaro Sardo, dirigente sportivo e ex calciatore italiano
- 1979 - Ole Johan Singsdal, ex calciatore norvegese
- 1980 - Mariana Aydar, cantante e chitarrista brasiliana
- 1980 - Alexander Campos, ex calciatore salvadoregno
- 1980 - Kim Christensen, allenatore di calcio e ex calciatore danese
- 1980 - Keyon Dooling, ex cestista e allenatore di pallacanestro statunitense
- 1980 - Lucio Filomeno, ex calciatore argentino
- 1980 - David Grondin, ex calciatore francese
- 1980 - Juanlu, ex calciatore spagnolo
- 1980 - Panagiōtīs Kafkīs, ex cestista e allenatore di pallacanestro greco
- 1980 - Evgeny Lebedev, imprenditore e editore britannico
- 1980 - David Loosli, ex ciclista su strada svizzero
- 1980 - Michelle McManus, cantante e personaggio televisivo britannica
- 1980 - Gabriella Sznopek, schermitrice ungherese
- 1980 - Shin'ya Tomita, ex calciatore giapponese
- 1980 - Ol'ga Vasjukova, sincronetta russa
- 1981 - Rashid Shafi Al-Dosari, discobolo qatariota
- 1981 - Stephen Amell, attore e produttore cinematografico canadese
- 1981 - Andrea Barzagli, ex calciatore italiano
- 1981 - George Curcă, ex calciatore rumeno
- 1981 - Björn Dixgård, cantante e chitarrista svedese
- 1981 - Jan-Armin Eichhorn, ex slittinista tedesco
- 1981 - Hugo Enyinnaya, ex calciatore nigeriano
- 1981 - Manvel Gamburyan, artista marziale misto statunitense
- 1981 - Innocent Hamga, ex calciatore camerunese
- 1981 - Victoria Hamilton-Barritt, attrice e cantante inglese
- 1981 - Tomasz Motyka, schermidore polacco
- 1981 - Erik Charles Nielsen, attore e comico statunitense
- 1981 - Sonja Percan, pallavolista croata
- 1981 - Potap, cantante, compositore e produttore discografico ucraino
- 1981 - Srđan Radonjić, ex calciatore montenegrino
- 1981 - Marek Rutkiewicz, ex ciclista su strada polacco
- 1981 - Hugo Sánchez Guerrero, ex calciatore messicano
- 1981 - Micah Sloat, attore statunitense
- 1981 - Yasuko Tajima, ex nuotatrice giapponese
- 1981 - Kaan Urgancıoğlu, attore turco
- 1981 - Florine de Leymarie, ex sciatrice alpina francese
- 1982 - Jessica Aguilar, artista marziale mista messicana
- 1982 - Habib Bamogo, ex calciatore burkinabé
- 1982 - Buakaw Banchamek, thaiboxer thailandese
- 1982 - Christina Cole, attrice britannica
- 1982 - Anthony Roth Costanzo, controtenore e attore statunitense
- 1982 - Aarón Galindo, ex calciatore messicano
- 1982 - Adrián González, ex giocatore di baseball statunitense
- 1982 - Federico Mancinelli, ex calciatore argentino
- 1982 - Riccardo Ricciardi, politico italiano
- 1982 - Ninja Sarasalo, cantante finlandese
- 1982 - Kevin Stefanski, allenatore di football americano statunitense
- 1982 - Uğur Yıldırım, ex calciatore olandese
- 1982 - David van Zanten, ex calciatore irlandese
- 1983 - Onome Ebi, calciatrice nigeriana
- 1983 - Elyes Gabel, attore britannico
- 1983 - Erjon Hoti, ex calciatore albanese
- 1983 - Bershawn Jackson, ostacolista e velocista statunitense
- 1983 - Lee Sang-yeob, attore sudcoreano
- 1983 - Susanna Lehtinen, ex calciatrice finlandese
- 1983 - Vicky McClure, attrice britannica
- 1983 - Vernes Selimović, ex calciatore bosniaco
- 1983 - Roberto Vitiello, allenatore di calcio e ex calciatore italiano
- 1983 - Matt Willis, musicista, attore e personaggio televisivo britannico
- 1984 - Farid Belhimeur, ex cestista francese
- 1984 - Cameron Bennerman, ex cestista statunitense
- 1984 - Nadine Chandrawinata, modella indonesiana
- 1984 - Martin Compston, attore e ex calciatore scozzese
- 1984 - Amanda Lindsey Cook, cantante canadese
- 1984 - Martina Cortesi, ex calciatrice italiana
- 1984 - Michael Fabiano, tenore statunitense
- 1984 - Ariane Labed, attrice francese
- 1984 - Maksim Marcinkevič, attivista e criminale russo († 2020)
- 1984 - Lina Mayer, cantante slovacca
- 1984 - Mascha Müller, attrice tedesca
- 1984 - Jennifer Pareja, pallanuotista spagnola
- 1984 - Václav Procházka, calciatore ceco
- 1984 - Sandra Šarić, taekwondoka croata
- 1985 - Tommaso Ciampa, wrestler statunitense
- 1985 - Nick Cunningham, bobbista statunitense
- 1985 - Kingshuk Debnath, calciatore indiano
- 1985 - Hidekaz Himaruya, fumettista giapponese
- 1985 - Saša Kaun, ex cestista russo
- 1985 - Kristen Newlin, ex cestista statunitense
- 1985 - Cédric Pineau, ex ciclista su strada e ex ciclocrossista francese
- 1985 - Mārtiņš Pļaviņš, giocatore di beach volley lettone
- 1985 - Silvia Stroescu, ex ginnasta romena
- 1985 - Sarah Vaillancourt, hockeista su ghiaccio canadese
- 1985 - Jānis Vitenbergs, politico lettone
- 1985 - Usama Young, giocatore di football americano statunitense
- 1985 - Denis Zmeu, ex calciatore moldavo
- 1986 - Oleksij Antonov, allenatore di calcio e ex calciatore ucraino
- 1986 - Nicolás Borsellino, cestista uruguaiano
- 1986 - Dario Castiglio, attore italiano
- 1986 - Mathías Corujo, allenatore di calcio e ex calciatore uruguaiano
- 1986 - Kévin Das Neves, ex calciatore francese
- 1986 - Alex Deibold, ex snowboarder statunitense
- 1986 - Masato Fujita, ex calciatore giapponese
- 1986 - Gizem Giraygil, pallavolista turca
- 1986 - Alessio Praticò, attore italiano
- 1986 - Jason Rich, ex cestista statunitense
- 1986 - Geneva Robertson-Dworet, scrittrice e sceneggiatrice statunitense
- 1986 - Adrian Ropotan, ex calciatore rumeno
- 1986 - Galen Rupp, mezzofondista e maratoneta statunitense
- 1986 - Jesse Santana, attore pornografico statunitense
- 1986 - Satomi Satō, doppiatrice giapponese
- 1986 - Cícero Semedo, calciatore portoghese
- 1986 - Darko Sokolov, cestista macedone
- 1986 - Laura Spencer, attrice statunitense
- 1986 - Garrett Temple, cestista statunitense
- 1986 - Riccardo Tucci, politico italiano
- 1986 - Marvell Wynne, ex calciatore statunitense
- 1986 - Marie de Villepin, artista, attrice e modella francese
- 1986 - Pemra Özgen, tennista turca
- 1987 - Mahmood Al Ajmi, calciatore bahreinita
- 1987 - Ansis, rapper e produttore discografico lettone
- 1987 - Aneurin Barnard, attore britannico
- 1987 - Elisa Bozzo, nuotatrice artistica italiana
- 1987 - Edgar Chinchilla, calciatore guatemalteco
- 1987 - Matías Dituro, calciatore argentino
- 1987 - Stepan Fëdorov, slittinista russo
- 1987 - Jonathan Ferrari, calciatore argentino
- 1987 - Marcus Ginyard, ex cestista statunitense
- 1987 - Loreta Gulotta, schermitrice italiana
- 1987 - Nasser bin Hamad Al Khalifa, nobile bahreinita
- 1987 - Adam Huber, attore statunitense
- 1987 - Felix Jones, ex giocatore di football americano statunitense
- 1987 - Arsen Julfalakyan, lottatore armeno
- 1987 - José Marafona, calciatore portoghese
- 1987 - Riccardo Augusto Marchetti, politico italiano
- 1987 - Esteban Martínez, cestista cubano
- 1987 - Mark Noble, dirigente sportivo e ex calciatore inglese
- 1987 - Ferhat Öztorun, ex calciatore turco
- 1987 - Jovana Rad, ex cestista serba
- 1987 - B.J. Raymond, cestista statunitense
- 1987 - Diego Sánchez Carvajal, calciatore cileno
- 1987 - Laitia Tuilau, calciatore figiano
- 1987 - Denys Vasil'jev, ex calciatore ucraino
- 1987 - Diego Macedo, ex calciatore brasiliano
- 1988 - Admir Adrović, ex calciatore montenegrino
- 1988 - Tommy Gallarda, giocatore di football americano statunitense
- 1988 - Tanel Kurbas, cestista estone
- 1988 - Matti Lund Nielsen, ex calciatore danese
- 1988 - Gottlieb Nakuta, calciatore namibiano
- 1988 - Maicon Pereira de Oliveira, calciatore brasiliano († 2014)
- 1988 - Carola Rackete, ambientalista, attivista e politica tedesca
- 1988 - Lise de la Salle, pianista francese
- 1988 - Leanne Smith, nuotatrice statunitense
- 1988 - L.D. Williams, ex cestista e allenatore di pallacanestro statunitense
- 1989 - Nora Arnezeder, attrice e cantante francese
- 1989 - Giorgio Avola, schermidore italiano
- 1989 - Víctor Manuel Ayala, calciatore guatemalteco
- 1989 - Clint Boling, ex giocatore di football americano statunitense
- 1989 - Vencislav Bonev, ex calciatore bulgaro
- 1989 - Liam Bridcutt, ex calciatore inglese
- 1989 - Katy B, cantautrice britannica
- 1989 - C418, compositore tedesco
- 1989 - Nyle DiMarco, modello, attivista e attore statunitense
- 1989 - Lars Eller, hockeista su ghiaccio danese
- 1989 - Laurie González, pallavolista portoricana
- 1989 - Marco Kofler, ex calciatore austriaco
- 1989 - Natal'ja Kuzjutina, judoka russa
- 1989 - Marcelino Júnior Lopes Arruda, calciatore brasiliano
- 1989 - Drake Nevis, giocatore di football americano statunitense
- 1989 - Benoît Paire, tennista francese
- 1990 - Aleksandr Andrienko, sciatore alpino russo
- 1990 - Ingebjørg Bratland, cantante norvegese
- 1990 - Dimitry Caloin, ex calciatore malgascio
- 1990 - Will Davis, ex giocatore di football americano statunitense
- 1990 - Luke Davison, ex pistard e ciclista su strada australiano
- 1990 - Ștefan Efros, calciatore moldavo
- 1990 - Anastasija Fesikova, ex nuotatrice russa
- 1990 - Sean Gilmartin, giocatore di baseball statunitense
- 1990 - Eric Hübsch, pilota motociclistico tedesco
- 1990 - Lane Johnson, giocatore di football americano statunitense
- 1990 - Bawırjan Jolşïyev, ex calciatore kazako
- 1990 - John Mosquera, calciatore colombiano
- 1990 - Salva Chamorro, ex calciatore spagnolo
- 1990 - Liván Pérez, calciatore cubano
- 1990 - Kristian Sbaragli, ciclista su strada italiano
- 1990 - Sam Schachter, giocatore di beach volley canadese
- 1990 - Iyo Sky, wrestler giapponese
- 1990 - Sergiu Suciu, calciatore rumeno
- 1990 - Dirk Uittenbogaard, canottiere olandese
- 1990 - Kemba Walker, ex cestista statunitense
- 1991 - Ahmed Al-Kassar, calciatore saudita
- 1991 - Mirko Amenta, rugbista a 15 italiano
- 1991 - Marcus Antonsson, calciatore svedese
- 1991 - Matías Blásquez, calciatore cileno
- 1991 - Aníbal Capela, ex calciatore portoghese
- 1991 - Marcell Coetzee, rugbista a 15 sudafricano
- 1991 - Zoheir El Ouarraqe, lottatore francese
- 1991 - Thomas Fontaine, calciatore francese
- 1991 - Kalkidan Gezahegne, mezzofondista etiope
- 1991 - Éric Gélinas, hockeista su ghiaccio canadese
- 1991 - Nicklas Helenius, calciatore danese
- 1991 - Yuki Ishii, pallavolista giapponese
- 1991 - Chucky Jeffery, cestista statunitense
- 1991 - Álex López Laz, cestista spagnolo
- 1991 - Jhonatan, calciatore brasiliano
- 1991 - Waisake Naholo, rugbista a 15 figiano
- 1991 - Maëva Orlé, pallavolista francese
- 1991 - Adam Reed, calciatore filippino
- 1991 - Brett Robinson, maratoneta e mezzofondista australiano
- 1991 - Luigi Sepe, calciatore italiano
- 1991 - Deyverson, calciatore brasiliano
- 1991 - Anamaria Tămârjan, ginnasta romena
- 1991 - Laurens Vanthoor, pilota automobilistico belga
- 1991 - Floris van Rekom, pallavolista olandese
- 1992 - Noah Bowman, sciatore freestyle canadese
- 1992 - Mijo Caktaš, calciatore croato
- 1992 - Chen Chieh, ostacolista taiwanese
- 1992 - Olivia Culpo, modella statunitense
- 1992 - Yana Daniëls, calciatrice belga
- 1992 - Giorgi Diasamidze, calciatore georgiano
- 1992 - Roman Emel'janov, calciatore russo
- 1992 - Fabián González, ginnasta spagnolo
- 1992 - Ana Mulvoy-Ten, attrice britannica
- 1992 - Dino Najdoski, calciatore macedone
- 1992 - Jonathan Pacheco, calciatore argentino
- 1992 - Jacob Pepper, calciatore australiano
- 1992 - Jorge Recalde, calciatore paraguaiano
- 1992 - Nicolaj Ritter, calciatore danese
- 1992 - Nemanja Stevanović, calciatore serbo
- 1992 - Erik Swoope, giocatore di football americano statunitense
- 1992 - Anna Trevisi, ciclista su strada italiana
- 1992 - Anna Čolovjaga, calciatrice russa
- 1992 - Urban Žibert, calciatore sloveno
- 1993 - Olarenwaju Kayode, calciatore nigeriano
- 1993 - Miha Blažič, calciatore sloveno
- 1993 - Guillermo Celis, calciatore colombiano
- 1993 - Micah Christenson, pallavolista statunitense
- 1993 - Nia Grant, pallavolista statunitense
- 1993 - Anastasija Novosad, sciatrice freestyle ucraina
- 1993 - Lucas Rodríguez, calciatore uruguaiano
- 1993 - Nicolaj Thomsen, calciatore danese
- 1993 - Kayla Williams, ginnasta statunitense
- 1994 - Luke Adams, calciatore australiano
- 1994 - Okan Aydın, calciatore turco
- 1994 - Vladimír Brodziansky, cestista slovacco
- 1994 - Brendan Chang, pallavolista statunitense
- 1994 - Austin Johnson, giocatore di football americano statunitense
- 1994 - Alexis Jones, cestista statunitense
- 1994 - Jalen Robinson, calciatore statunitense
- 1994 - Ludovic Soares, calciatore francese
- 1994 - Zach Tinker, attore statunitense
- 1994 - Mikael Torpegaard, tennista danese
- 1994 - Ajeé Wilson, mezzofondista statunitense
- 1994 - Alexis Zárate, ex calciatore argentino
- 1995 - Vilius Armanavičius, calciatore lituano
- 1995 - Ali Arsalan, lottatore iraniano
- 1995 - Jeppe Brinch, calciatore danese
- 1995 - Shayla Cooper, cestista statunitense
- 1995 - Tananai, cantautore e produttore discografico italiano
- 1995 - Aubrey Dawkins, cestista statunitense
- 1995 - Luiz Fernando, calciatore brasiliano
- 1995 - Ashley Jiménez, pallavolista portoricana
- 1995 - Kim Hye-jun, attrice sudcoreana
- 1995 - Lars Kuonen, ex sciatore alpino svizzero
- 1995 - Jeremy Morgan, cestista statunitense
- 1995 - Dominik Nagy, calciatore ungherese
- 1995 - Khaled Ba Wazir, calciatore emiratino
- 1995 - Nicola Sutter, calciatore svizzero
- 1995 - Rai Vloet, calciatore olandese
- 1995 - Vladyslav Šapoval, calciatore ucraino
- 1996 - Federico Barrandeguy, calciatore uruguaiano
- 1996 - Firas Chaouat, calciatore tunisino
- 1996 - Cierra Dillard, cestista statunitense
- 1996 - Josip Filipović, calciatore croato
- 1996 - 6ix9ine, rapper e cantautore statunitense
- 1996 - Jakub Nizioł, cestista polacco
- 1996 - D.J. Reed, giocatore di football americano statunitense
- 1996 - Kentavius Street, giocatore di football americano statunitense
- 1996 - Khyri Thomas, cestista statunitense
- 1996 - Charlie Vindehall, calciatore svedese
- 1997 - Maxime Cressy, tennista francese
- 1997 - Roberto Di Benedetto, hockeista su pista francese
- 1997 - João Escoval, calciatore portoghese
- 1997 - Alex Gersbach, calciatore australiano
- 1997 - Evan Hofer, attore statunitense
- 1997 - Rami Kaib, calciatore svedese
- 1997 - Bruce Liu, pianista canadese
- 1997 - Yūya Nakasaka, calciatore giapponese
- 1997 - T-Fest, rapper ucraino
- 1997 - Marija Poljakova, tuffatrice russa
- 1997 - José Raya, giocatore di calcio a 5 spagnolo
- 1997 - Tomeu Rigo, cestista spagnolo
- 1997 - José Daniel Rivera Martínez, calciatore peruviano
- 1997 - Matías Vargas, calciatore argentino
- 1997 - Renan Abner do Carmo de Oliveira, calciatore brasiliano
- 1998 - Stefano Arcieri, pallamanista italiano
- 1998 - Fernando Beltrán, calciatore messicano
- 1998 - Arnaud Boisset, sciatore alpino svizzero
- 1998 - Ezra Cleveland, giocatore di football americano statunitense
- 1998 - Robbe Decostere, calciatore belga
- 1998 - Davide Denegri, cestista italiano
- 1998 - Johannes Eggestein, calciatore tedesco
- 1998 - Sam Field, calciatore inglese
- 1998 - Mickaël Nanizayamo, calciatore francese
- 1998 - Debora Silvestri, ciclista su strada italiana
- 1998 - Michel Termanini, calciatore palestinese
- 1998 - Jan Vytrval, combinatista nordico ceco
- 1998 - Russ Yeast, giocatore di football americano statunitense
- 1999 - Rebeca Andrade, ginnasta brasiliana
- 1999 - Arvid Brorsson, calciatore svedese
- 1999 - Alana Castrique, ciclista su strada belga
- 1999 - Kendra Dacher, lottatrice francese
- 1999 - Francesco Di Donna, pallanuotista italiano
- 1999 - Dejan Georgievski, taekwondoka macedone
- 1999 - Adrián Lozano Magallanes, calciatore messicano
- 1999 - Eman Markovic, calciatore norvegese
- 1999 - Maykel Massó, lunghista cubano
- 1999 - Boris Moltenis, calciatore francese
- 1999 - Džanan Musa, cestista bosniaco
- 1999 - Aniekeme Okon, calciatore nigeriano
- 1999 - Kwame Opoku, calciatore ghanese
- 1999 - Marios Pourzitidīs, calciatore greco
- 1999 - Abdoulie Sanyang, calciatore gambiano
- 1999 - Cole Swider, cestista statunitense
- 1999 - Emanuel Wilson, giocatore di football americano statunitense
- 2000 - Sandra Absmann, ex sciatrice alpina austriaca
- 2000 - Jocelin Behiratche, calciatore ivoriano
- 2000 - Karl Brooks, giocatore di football americano samoano americano
- 2000 - Toumani Camara, cestista belga
- 2000 - Federica Cassol, fondista italiana
- 2000 - Quentin Grimes, cestista statunitense
- 2000 - Ben Lederman, calciatore polacco
- 2000 - Erik Lira, calciatore messicano
- 2000 - Gonzalo Nápoli, calciatore uruguaiano
- 2000 - Jesús David Peña, ciclista su strada colombiano
- 2000 - Michael Penix Jr., giocatore di football americano statunitense
- 2000 - Mathis Picouleau, calciatore francese
- 2000 - Marie Reim, cantante tedesca
- 2000 - Sandro Tonali, calciatore italiano
- 2000 - Jacob Toppin, cestista statunitense
- 2000 - Quay Walker, giocatore di football americano statunitense

## XXI secolo(36)
- 2001 - Samuel Di Sora, pilota motociclistico francese
- 2001 - Rosey Effiong, velocista statunitense
- 2001 - Martín Fernández, calciatore uruguaiano
- 2001 - Tord Gudmestad, ciclista su strada norvegese
- 2001 - Melker Heier, calciatore svedese
- 2001 - Jordyn Huitema, calciatrice canadese
- 2001 - Jarrian Jones, giocatore di football americano statunitense
- 2001 - Paris Maghoma, calciatore inglese
- 2001 - Sara Nestola, mezzofondista e maratoneta italiana
- 2001 - Eddie Osei-Nketia, velocista neozelandese
- 2001 - Quinn Simmons, ciclista su strada statunitense
- 2001 - Roel van Sintmaartensdijk, ciclista su strada olandese
- 2001 - Velislav Vasilev, calciatore bulgaro
- 2002 - Marco Angulo, calciatore ecuadoriano († 2024)
- 2002 - Siebe Deweirdt, ciclista su strada belga
- 2002 - Sivert Mannsverk, calciatore norvegese
- 2002 - Noel Milleskog, calciatore svedese
- 2002 - Kaiky Naves, calciatore brasiliano
- 2002 - Nikita Tromp, calciatrice olandese
- 2003 - Lucas Belezi, calciatore brasiliano
- 2003 - Logan Edra, danzatrice statunitense
- 2003 - Dylan Fairchild, giocatore di football americano statunitense
- 2003 - Hassan del Marocco, principe marocchino
- 2004 - Sérgio Malé, calciatore saotomense
- 2004 - Lukáš Mašek, calciatore ceco
- 2004 - Mason Taylor, giocatore di football americano statunitense
- 2004 - Charbel Wehbe, calciatore dominicano
- 2005 - Oliver Bearman, pilota automobilistico britannico
- 2005 - Emmanuel Biumla, calciatore francese
- 2005 - Jiang Yutong, sincronetta cinese
- 2005 - Álex Jiménez, calciatore spagnolo
- 2005 - Eliezer Mayenda, calciatore spagnolo
- 2005 - Mirella, cantautrice e ballerina finlandese
- 2005 - Lucciana Pérez Alarcón, tennista peruviana
- 2005 - Lovro Zvonarek, calciatore croato
- 2008 - Muye Guo, sincronetto cinese